# بحيرة كاسوميغاورا
بحيرة كاسوميغاورا (باليابانية: 霞ヶ浦) هي ثاني أكبر بحيرة للمياه العذبة في اليابان بعد بحيرة بيوا، وتقع في محافظة إيباراكي، شمال شرق العاصمة طوكيو، تبلغ مساحتها نحو 220 كيلومترًا مربعًا، وتشكل نظامًا مائيًا يتكون من عدة مسطحات مائية مترابطة، من بينها بحيرات فرعية ومصبات نهرية.

## نبذه
كانت البحيرة في الماضي خليجًا ضحلًا متصلًا بالمحيط الهادئ، لكنها أصبحت بحيرة مغلقة مع مرور الزمن نتيجة تراكم الرواسب والانفصال الطبيعي عن البحر. تلعب دورًا مهمًا في الري، الصيد التقليدي، وتوفير المياه للزراعة والسكان المحليين.
تواجه كاسوميغاورا تحديات بيئية، من أبرزها تلوث المياه وتناقص جودة النظام البيئي، وقد أطلقت الحكومة اليابانية عدة برامج للحفاظ على نقاء البحيرة واستدامة الحياة فيها.